# Michael Woodhouse

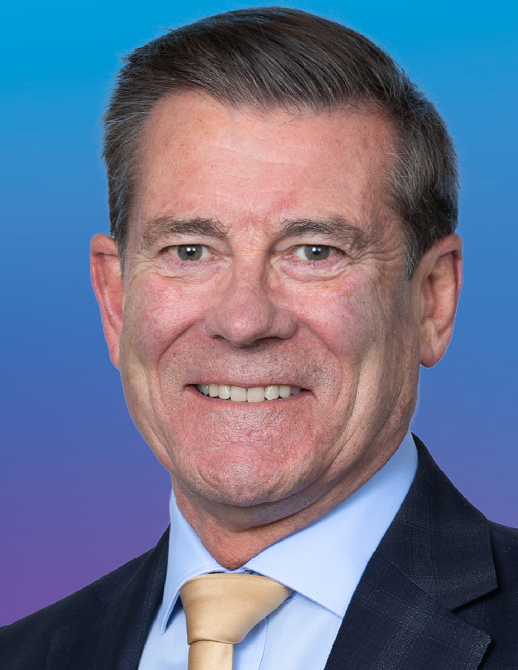
Michael Woodhouse (2023)

Michael Allan Woodhouse (* 1965 in Dunedin) ist ein neuseeländischer Politiker der New Zealand National Party (NP), der unter anderem von 2008 bis 2023 Mitglied des Repräsentantenhauses sowie mehrmals Minister war.

## Leben

### Studien, Krankenhausdirektor und Mitglied des Repräsentantenhauses
Michael Allan Woodhouse, der als fünftes von neun Kindern in South Dunedin aufwuchs, besuchte die St. Patrick’s, St. Edmunds und St. Paul’s High School, das heutige Trinity Catholic College, und arbeitete daraufhin zwischen 1982 und 1987 als Angestellter für die The National Bank of New Zealand in Dunedin und Wellington. Während einer Reise nach Schottland und England spielte er in der Saison 1987/88 Rugby für Dunfermline RFC sowie in der Saison 1988/89 für Broughton Park RUFC. Nach seiner Rückkehr begann er 1989 ein Studium der Fächer Handelslehre und Buchhaltung an der University of Otago, welches er 1993 beendete. Nachdem er als Buchhalter bei „Taylor McLachlan Accountants“, beim Dunedin Hospital sowie bei der staatlichen Unfallversicherungsgesellschaft ACC (Accident Compensation Corporation), ehe er von 2001 bis 2008 Geschäftsführer des Mercy Hospital war, einem privaten Krankenhaus in Dunedin. Während dieser Zeit begann er ein postgraduales Studium der Fachrichtung Gesundheitsmanagement an der University of New South Wales (UNSW) in Australien, das er 2005 mit einem Master of Health Administration (M.H.A.) abschloss.
Bei der Parlamentswahl am 8. November 2008 wurde Woodhouse auf der Liste der Nationalen Partei NP (New Zealand National Party) erstmals zum Mitglied des Repräsentantenhauses gewählt, dem sie nach ihren Wiederwahlen 2011, 2014, 2017 und 2020 bis zum 14. Oktober 2023 angehörte. Zu Beginn seiner Parlamentszugehörigkeit war er zwischen dem 9. Dezember 2008 und dem 9. Juni 2011 Mitglied des Gesundheitsausschusses sowie zugleich vom 9. Dezember 2008 bis zum 20. Oktober 2011 Mitglied des Ausschusses für Transport und Arbeitsbeziehungen und ferner zwischen dem 11. März 2009 und dem 14. September 2011 Mitglied des Ausschusses für Informations- und Kommunikationstechnologie (IKT) der Kommission für Parlamentarische Dienste PSC (Parliamentary Service Commission). Er war ferner vom 9. Juni bis zum 20. Oktober 2011 Mitglied des Ausschusses für Finanzen und Ausgaben sowie zwischen dem 20. Dezember 2011 und dem 28. Januar 2013 als Senior Whip Parlamentarischer Geschäftsführer der NP-Fraktion. Darüber hinaus gehörte er vom 20. Dezember 2011 bis zum 13. Februar 2013 dem Wirtschaftsausschuss, zwischen dem 29. Februar 2012 und dem 13. Februar 2013 dem Ausschuss für Parlamentsbeamte sowie vom 7. März 2012 bis zum 21. März 2013 dem PSC-Ausschuss als Mitglied an.

### Minister in den Kabinetten Key und English

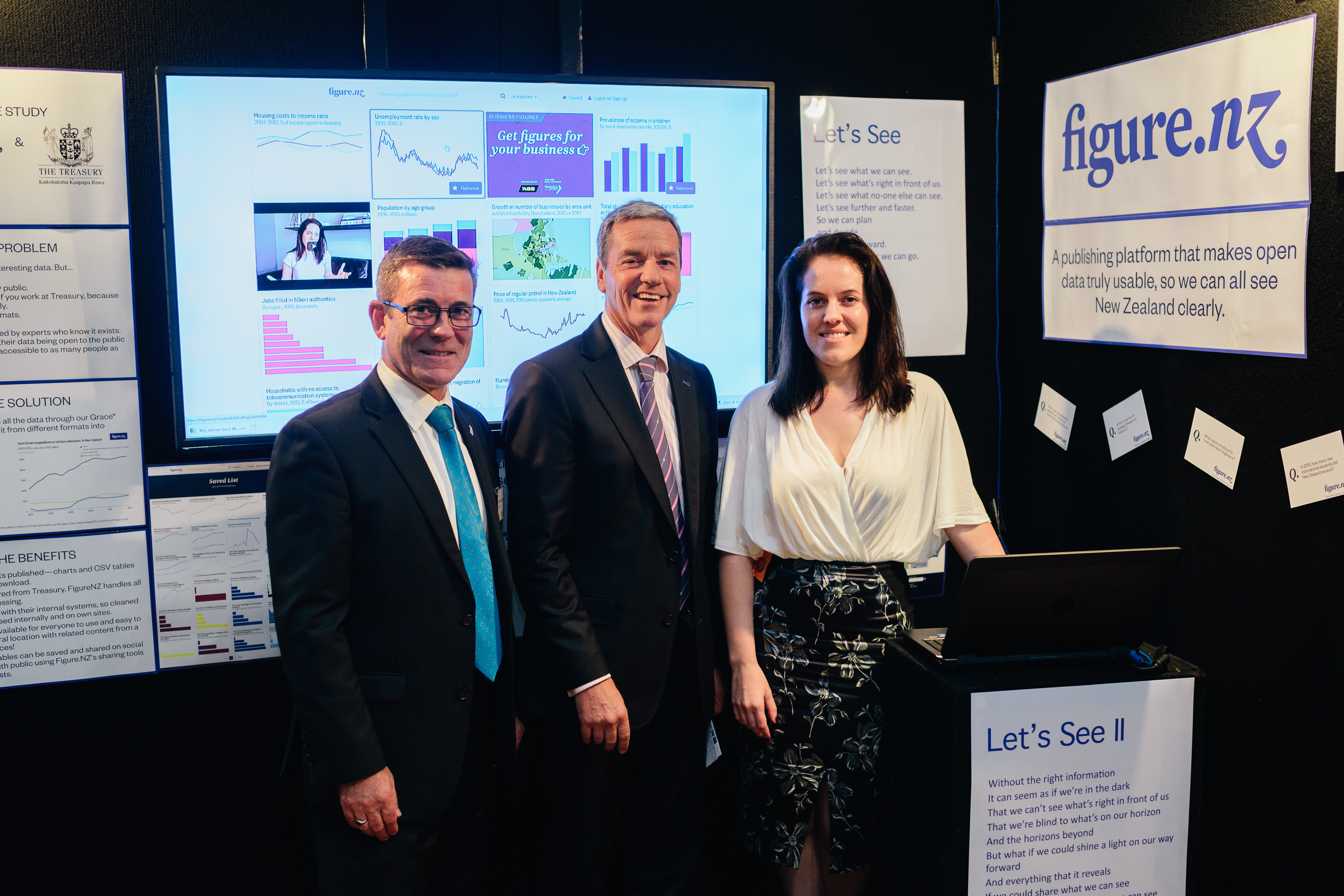
Michael Woodhouse (links) mit dem Abgeordneten Andrew Bayly und Lillian Grace bei einer Ausstellung von Figure NZ.jpg (4. Mai 2016).

Im Kabinett Key II löste Michael Woodhouse am 13. Februar 2013 Nathan Guy als Einwanderungsminister sowie als Minister für Veteranenangelegenheiten ab und bekleidete beide Ämter bis zum 7. Oktober 2014 ab. Im Rahmen einer weiteren Umbildung des Kabinetts Key übernahm er am 5. Mai 2014 von Maurice Williamson außerdem den Posten als Minister für Landinformation und behielt auch diesen bis zum 7. Oktober 2014. Er bekleidete zudem zwischen dem 31. Januar 2013 und dem 6. Oktober 2014 das Amt als stellvertretender Verkehrsminister und gehörte vom 13. Februar 2013 bis zum 29. Januar 2014 auch dem Ausschuss für soziale Dienste an. Im Kabinett Key III bekleidete er zwischen dem 8. Oktober 2014 und dem 12. Dezember 2016 weiterhin die Ämter als Einwanderungsminister und zugleich als Minister für Arbeitsbeziehungen und -sicherheit. Daneben fungierte er vom 8. Oktober 2014 bis zu seiner Ablösung durch Judith Collins am 14. Dezember 2015 als Polizeiminister sowie im Anschluss als Nachfolger von Todd McClay vom 14. Dezember 2015 bis zum 20. Dezember 2016 als Minister für Einnahmen. Im darauf folgenden Kabinett English bekleidete er zwischen dem 12. Dezember 2016 und dem 25. Oktober 2017 weiterhin die Ämter als Einwanderungsminister sowie als Minister für Arbeitsbeziehungen und -sicherheit und zudem als Minister für die Staatliche Unfallversicherungsgesellschaft ACC (Accident Compensation Corporation). Neben seiner Regierungstätigkeiten fungierte er zwischen dem 3. März 2017 und dem 12. März 2018 als Sprecher der NP-Fraktion für Wohnungsbau und soziales Wohnungswesen und war des Weiteren vom 2. Mai bis zum 26. Oktober 2017 als Deputy Leader of the House und damit als Vertreter von Simon Bridges stellvertretender Leiter der Regierungsgeschäfte im Repräsentantenhaus. Er war ferner zwischen dem 3. Mai und dem 22. August 2017 Mitglied des Ausschusses für Privilegien und des Geschäftsordnungsausschusses.

### Oppositionspolitiker
Nachdem nach der Parlamentswahl am 23. September 2017 die National Party nicht mehr an der Regierung beteiligt war, war Woodhouse zwischen dem 15. November 2017 und dem 21. März 2018 Mitglied des Ausschusses für soziale Dienste und Gemeinschaft und vom 12. März 2018 bis zum 28. August 2021 als Deputy Shadow Leader of the House als Vertreter von Gerry Brownlee beziehungsweise ab dem 14. Juli 2020 von Chris Bishop stellvertretender Leiter der Geschäfte des oppositionellen „Schattenkabinetts“ der NP im Repräsentantenhaus. Des Weiteren war er in der NP-Fraktion vom 12. März 2018 bis zum 25. Juni 2019 Sprecher für Einwanderung und zugleich kurzzeitig zwischen dem 12. und dem 25. März 2018 Sprecher für Arbeitsbeziehungen und -sicherheit. Ferner fungierte er zwischen dem 21. März und dem 14. Mai 2018 als Vorsitzender des Ausschusses für Arbeitskräfte und war vom 25. März 2018 bis zum 15. Juli 2020 gesundheitspolitischer Sprecher der NP-Fraktion. Außerdem gehörte er vom 4. April 2018 bis zum 6. September 2020 dem Ausschuss für Privilegien sowie zwischen dem 14. Mai 2018 und 22. Juli 2020 dem Gesundheitsausschuss als Mitglied an und war vom 25. Juni 2019 bis zum 16. Juli 2020 stellvertretender finanzpolitischer Sprecher der NP-Fraktion. In der Folgezeit fungierte er zwischen dem 7. August 2019 und dem 6. September 2020 Mitglied des Geschäftsordnungsausschusses sowie vom 25. März bis zum 5. Mai 2020 erst Mitglied und danach zwischen dem 5. und dem 27. Mai 2020 stellvertretender Vorsitzender des Ausschusses für Reaktionen auf die COVID-19-Pandemie in Neuseeland. Außerdem bekleidete er zeitgleich vom 15. Juli bis zum 11. November 2020 die Funktion als Sprecher der NP-Fraktion für den Wiedereintritt zu den Untersuchungen zum Unglück in der Pike-River-Mine und für regionale Wirtschaftsentwicklung.
Nachdem Michael Woodhouse vom 22. Juli bis zum 11. September 2020 Mitglied des Ausschusses für Finanzen und Ausgaben war, übernahm er innerhalb der NP-Fraktion zwischen dem 11. November 2020 und dem 2. Dezember 2021 den Posten als finanzpolitischer Sprecher sowie zugleich vom 11. November 2020 bis zum 2. Dezember 2021 als Sprecher für Verkehrspolitik. Daneben war er zwischen dem 2. Dezember 2020 und dem 31. August 2021 erneut Mitglied des Ausschusses für Finanzen und Ausgaben sowie vom 10. Februar 2021 bis zum 8. September 2023 stellvertretender Vorsitzender des Geschäftsordnungsausschusses.
Am 28. August 2021 löste Michael Woodhouse Chris Bishop als Shadow Leader of the House ab und war als solcher bis zu seiner eigenen Ablösung durch Chris Bishop am 6. Dezember 2021 Leiter der Geschäfte des oppositionellen „Schattenkabinetts“ der National Party im Repräsentantenhaus. Daneben war er zwischen dem 30. August 2020 und 8. September 2021 Mitglied des Wirtschaftsausschusses sowie vom 31. August bis zum 2. September 2021 erst Mitglied und anschließend zwischen dem 2. September 2021 und dem 23. August 2023 stellvertretender Vorsitzender des Ausschusses für Privilegien. Ferner gehörte er vom 16. November 2011 bis zum 8. September 2023 dem Ausschuss der Kommission für Parlamentarische Dienste PSC als Mitglied an und war zwischen dem 6. Dezember 2021 und dem 19. Januar 2023 als Stellvertreter von Chris Bishop erneut Deputy Shadow Leader of the House. Daneben fungierte er vom 6. Dezember 2021 bis zum 14. Oktober 2023 in Personalunion zeitgleich als Sprecher der NP-Fraktion für Staatsunternehmen und für Sport und Freizeit sowie vom 6. Dezember 2021 bis zum 19. Januar 2023 als Fraktionssprecher für die staatliche Unfallversicherungsgesellschaft ACC und Statistik. Er gehörte zwischen dem 8. Dezember 2021 und dem 8. Februar 2023 dem Ausschuss für Regierung und Verwaltung als Mitglied an und übernahm am 19. Januar 2023 von Chris Bishop bis zu seiner Ablösung durch Kieran McAnulty von der bislang regierenden New Zealand Labour Party am 14. Oktober 2023. Zum Ende seiner Parlamentszugehörigkeit war er zwischen dem 19. Januar und dem 14. Oktober 2023 Sprecher der NP-Fraktion für Wirtschaftsentwicklung und gehörte außerdem vom 14. Februar bis zum 8. September 2023 dem Ausschuss für wirtschaftliche Entwicklung, Wissenschaft und Innovation als Mitglied an.
Nach seinem Ausscheiden aus dem Repräsentantenhaus wurde Woodhouse im April 2024 zum Geschäftsführer von Forté Health ernannt, das ein privates Krankenhaus in Christchurch betreibt. Aus seiner Ehe mit Amanda Woodhouse gingen drei Kinder hervor.